# Escritório de Informação de Guerra dos Estados Unidos
O Escritório de Informação de Guerra dos Estados Unidos (OWI) foi uma agência governamental dos Estados Unidos criada durante a Segunda Guerra Mundial. O OWI operou de junho de 1942 a setembro de 1945. Por meio de transmissões de rádio, jornais, pôsteres, fotografias, filmes e outras formas de mídia, o OWI era a conexão entre a frente de batalha e as comunidades civis. O escritório também estabeleceu várias filiais no exterior, que lançaram uma campanha de informação e propaganda em larga escala no exterior.